# Upper Arncott
Upper Arncott – wieś w Anglii, w hrabstwie Oxfordshire, w dystrykcie Cherwell. Leży 16 km na północny wschód od Oksfordu i 78 km na północny zachód od Londynu.